# سانائه سوچیدا
سانائه سوچیدا (به ژاپنی: 土田早苗) بازیگر زن ژاپنی است که زاده ۲۶ ژوئیه ۱۹۴۹ در شهر تویوناکا در اوزاکا ژاپن است.
نقش آفرینیش در نقش هو سان-نیانگ در سریال جنگجویان کوهستان (١٩٧٧) وی را محبوب ایرانیان کرده است.